# Лахш (джамоат)
Лахш, или Лахшский джамоат (тадж. Ҷамоати деҳоти Лахш, до 22 марта 2022 г. — джамоат Джайлиган, джамоат Джаилган) — сельская община (джамоат дехота) в Лахшском районе Таджикистана. Расстояние до центра района — 45 км. Население — 4938 человек (2015 г.; 4136 человек в 2003 г.), таджики и киргизы.

## Населённые пункты
| № | Населённый пункт | Прежние названия    | Тип населённого пункта | Население, 2003 | Население, 2017 |
| - | ---------------- | ------------------- | ---------------------- | --------------- | --------------- |
| 1 | Каёндех          | до 2022 – Мукур     | деха                   | 505             | ↗621            |
| 2 | Сафеддара        | до 2022 — Оксой     | деха                   | 1735            | ↗1940           |
| 3 | Чорсу            | до 2022 – Джайилган | деха, адм. центр       | 1896            | ↗2377           |

## История
30 марта 1954 был упразднен кишлачный совет Джаильган Джиргатальского района, а его территория включена в состав кишлачного совета Ляхш.
4 декабря 1964 года кишлаки Дебшахр, Мингбулок и Муг были исключены из состава населённых пунктов в связи с перенаселением и включены в состав других сёл.
30 марта 1977 года в Джиргатальском районе за счет разукрепления к/с Лахш был образован кишлачный совет Муксу с центром в селе Сарыкендже, в который были переданы кишлаки Байлартоп, Каракендже, Карашура, Мингбулок, Мук, Сарыкендже, Сасыкбулок совета Лахш.